# Strategia Bezpieczeństwa Narodowego Rzeczypospolitej Polskiej
Strategia Bezpieczeństwa Narodowego Rzeczypospolitej Polskiej – dokument zatwierdzony w Warszawie (źródło Biuro Bezpieczeństwa Narodowego) 12 maja 2020 roku przez prezydenta Andrzeja Dudę na wniosek Prezesa Rady Ministrów. Dokument wydany w oparciu o art. 24 ust. 1 pkt 2 ustawy z dnia 11 marca 2022 r. o obronie Ojczyzny (do 2022 r. art. 4a ust. 1 pkt 1 ustawy z dnia 21 listopada 1967 r. o powszechnym obowiązku obrony Rzeczypospolitej Polskiej) (dane Ministerstwa Obrony Narodowej). Dokument zawiera podstawowe interesy i cele państwa polskiego w zakresie bezpieczeństwa narodowego. Koncepcja bezpieczeństwa prezentuje podejście do problematyki zagrożeń i obejmuje nie tylko zagrożenia czysto militarne. Jest zgodna z celami NATO oraz Unii Europejskiej, a także z Konstytucją RP. Poszczególnymi wymiarami dotyczącymi bezpieczeństwa narodowego są bezpieczeństwo zewnętrzne, militarne, wewnętrzne, obywatelskie, społeczne, ekonomiczne, ekologiczne, informacyjne i telekomunikacyjne. Dokument ten kładzie nacisk na umocnienie poczucia tożsamości narodowej Polaków przy równoprawnej integracji.
Głównymi celami tego dokumentu są:
- Zapewnienie nienaruszalności granic RP wraz z zapewnieniem jej suwerenności.
- Zapewnienie dogodnych warunków rozwoju cywilizacyjnego oraz gospodarczego.
- Zagwarantowanie obywatelom korzystania z wolności wynikającej z Konstytucji RP
- Stworzenie możliwości aktywnego kształtowania stosunków międzynarodowych
- Zapewnienie bezpieczeństwa obywatelom mieszkającym poza granicami RP
- Wspieranie polskiej gospodarki na arenie międzynarodowej
- Ochronę duchowego i materialnego dziedzictwa narodowego
- Zapewnienie poczucia bezpieczeństwa własnym obywatelom
- Ochronę środowiska naturalnego
- Zadbanie o wysoki poziom intelektualny obywateli poprzez podniesienie poziomu edukacji oraz zapewnienie szerokiego dostępu do informacji, a także stworzenie silnego zaplecza naukowo-badawczego.

## Literatura
- Leszczyński Marek: Bezpieczeństwo społeczne Polaków wobec wyzwań XXI wieku. Warszawa: Difin, 2011. ISBN 978-83-7641-528-4. Brak numerów stron w książce
- Góra, D., 2023. Kulturowy aspekt sekurytyzacji granic, Przegląd Geopolityczny, 46, s. 25-41.